# شابازیت
شابازیت  (به انگلیسی: Chabazite) با فرمول شیمیایی Ca[Al2Si4O12].6H2O از مجموعه کانی هاست و لومینسانس کامل به صورت بخشی نشان می‌دهد. از زبان یونانی مشتق شده‌است. میل ترکیبی آن چندان بالا نیست ولی در HCl حل می‌شود. CaO:۱۴٫۵۲٪  Al2O۳:۲۶٫۳۹٪  SiO۲:۳۱٫۱٪  H2O:۲۷٫۹۹٪  برای اولین بار در چک اسلواکی کشف شد و از نظر شکل بلور: رمبوئدر - ماکله، رنگ: سفید - زرد - متمایل به قرمز، شفافیت: شفاف - نیمه کدر، شکستگی: نامنظم، جلا: شیشه ای، رخ: ناقص - مطابق با سطح /۱۱۰۱/، سیستم تبلور: رمبوئدریک و در رده‌بندی سیلیکات است همچنین خاصیت مغناطیسی ندارد و منشأ تشکیل آن هیدروترمال - بعد از آتشفشانی است.
همایند کانی‌شناسی (پارانژ) آن چگالی - سختی - واکنش هایشیمیایی و اشعه Xکلسیت - دولومیت- کلسیت- استیلبیت- هولاندیت- آنالسیم و غیره است
، از نظر ژیزمان بلوری فراوان است و بیشتر در آلمان غربی، چک اسلواکی، ایسلند، استرالیا، زلاندنو، آمریکا یافت می‌شود.

## منبع
- پردیس کشاورزی ایران